# Otto Lauffer (Schiff)

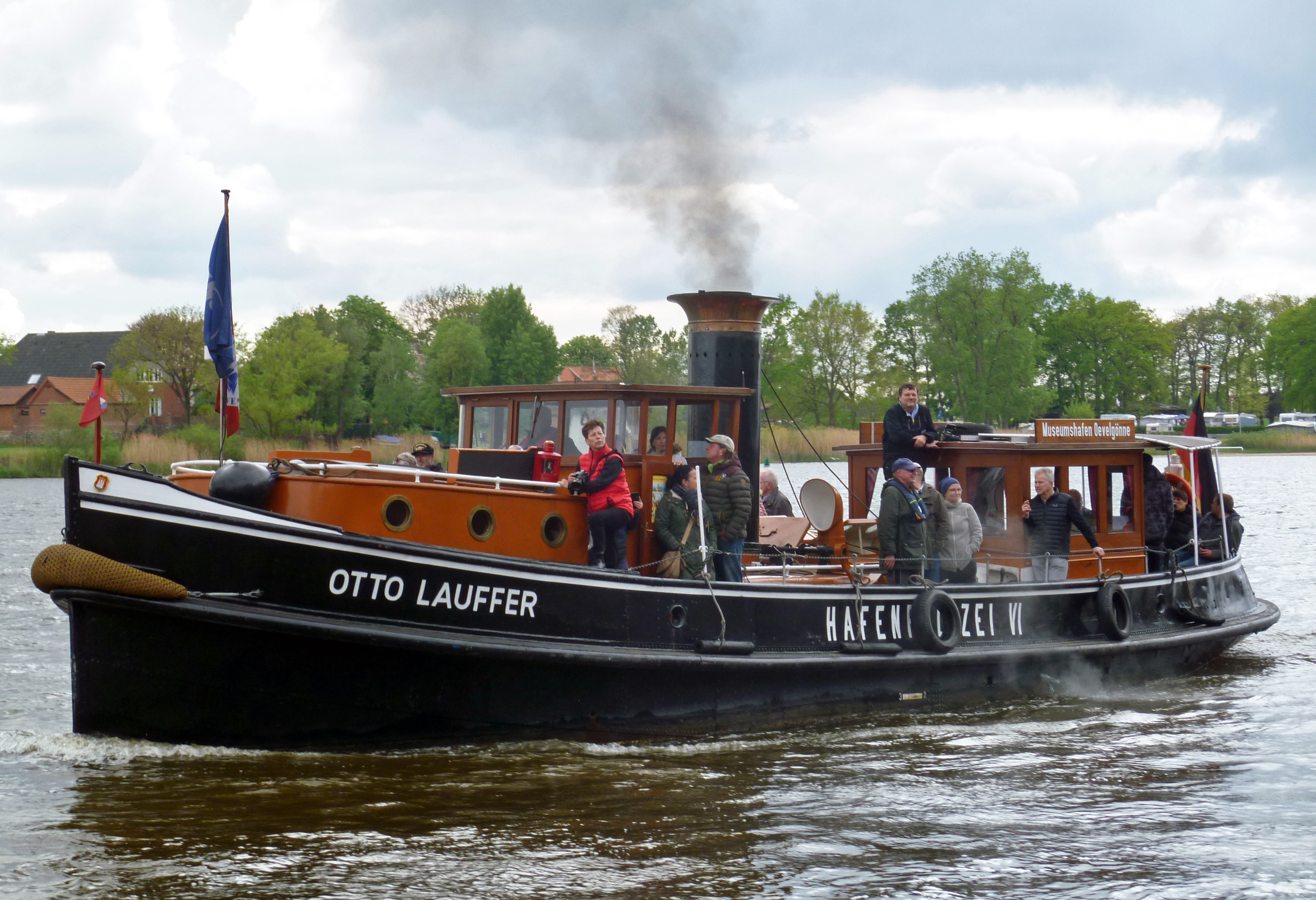
Otto Lauffer (2019 in Lauenburg)

Die Dampfbarkasse mit dem heutigen Namen Otto Lauffer wurde 1928 in der Hamburger Werft H.C. Stülcken Sohn gebaut. 40 Jahre, also bis 1968, tat sie ihren Dienst als Hafenpolizei VI für die Finanzdeputation Hamburg auf der Elbe.
Ab 1969 fungierte sie als Museumsschiff des Museums für Hamburgische Geschichte und wurde nach dem Gründungsdirektor des Museums in Otto Lauffer umgetauft.
2004 übereignete das Museum das Dampfschiff dem Museumshafen Oevelgönne e.V., nachdem 2003 die Betriebserlaubnis des Dampfkessels abgelaufen war.
Am 10. Februar 2010 wurde die Otto Lauffer vom Denkmalschutzamt Hamburg unter Denkmalschutz gestellt.
Am 17. November 2015 wurde bekannt, dass die Stadt Hamburg sowie der Bund insgesamt 890.000 € für die Sanierung bereitstellen wollen, nachdem das Schiff seit 2006 überholungsbedürftig an Land lag. Die Restaurierung des Schiffs war somit gesichert und begann im Frühjahr 2016. Nach Abschluss der Arbeiten kehrte die Otto Lauffer im Juli 2017 in den Museumshafen Oevelgönne zurück.

## Technische Daten
- Baumaterial, -weise: Stahl, genietet
- Restaurierung: 1983/1984 und 2016/2017
- Länge / Breite / Tiefgang: 17 m / 3,88 m / 1,65 m
- Maschine: Zweizylinder-Verbunddampfmaschine mit 147 PS und 150/min
- Kessel: Kohlebefeuerter Rauchrohrkessel, 32 m² Heizfläche